# ویورلی (فلوریدا)
ویورلی (به انگلیسی: Waverly) یک منطقهٔ مسکونی در ایالات متحده آمریکا است که در شهرستان پولک، فلوریدا واقع شده‌است. ویورلی ۹٫۳ کیلومتر مربع مساحت و ۱٬۹۲۷ نفر جمعیت دارد و ۳۹ متر بالاتر از سطح دریا واقع شده‌است.